# Heinz Pollay
Heinrich Pollay, conegut com a Heinz Pollay, (Koszalin, Imperi alemany, 4 de febrer de 1908 - Múnic, Alemanya Occidental, 14 de març de 1979) fou un genet alemany, guanyador de tres medalles olímpiques.
Va participar, als 28 anys, als Jocs Olímpics d'Estiu de 1936 realitzats a Berlín (Alemanya nazi), on va aconseguir guanyar la medalla d'or en les proves individual i per equips de doma clàssica amb el cavall Kronos. Posteriorment participà, als 44 anys i després del parèntesi de la Segona Guerra Mundial, als Jocs Olímpics d'Estiu de 1952 realitzats a Hèlsinki (Finlàndia) on aconseguí guanyar la medalla de bronze en la prova de doma clàssica per equips amb el cavall Adular. En aquests mateixos Jocs finalitzà setè en la prova de doma clàssica individual.
En els Jocs Olímpics d'Estiu de 1972 realitzats a Múnic (Alemanya Occidental) fou l'encarregat de realitzar el Jurament Olímpic per part dels jutges, esdevenint el primer jutge a fer-ho en uns Jocs Olímpics d'estiu.